# Зырянское сельское поселение (Томская область)
Зыря́нское се́льское поселе́ние — муниципальное образование (сельское поселение) в Зырянском районе Томской области, Россия.
Административный центр — село Зырянское.

## География
Поселение располагается на северо-западе Зырянского района, на границе с Первомайским и Асиновским районами. Площадь — 803,62 км².
Через территорию поселения протекает река Чулым, на берегу которого стоит село Зырянское — центр поселения и района.

## История
Первый населённый пункт — село Зырянское — был основан в конце XVII или начале XVIII века.

## Население
| 2010  | 2012  | 2013  | 2014  | 2015  | 2016  | 2017  |
| ----- | ----- | ----- | ----- | ----- | ----- | ----- |
| 8837  | ↘8688 | ↘8625 | ↘8489 | ↘8284 | ↘8099 | ↘7999 |
| 2018  | 2019  | 2020  | 2021  |       |       |       |
| ↘7844 | ↘7645 | ↘7530 | ↗8003 |       |       |       |

## Состав сельского поселения
| № | Населённый пункт | Тип населённого пункта       | Население |
| - | ---------------- | ---------------------------- | --------- |
| 1 | Берлинка         | село                         | ↗612      |
| 2 | Богословка       | село                         | ↘495      |
| 3 | Зырянское        | село, административный центр | ↗5246     |
| 4 | Красноярка       | село                         | ↘165      |
| 5 | Причулымский     | посёлок                      | ↘633      |
| 6 | Семёновка        | село                         | ↘478      |
| 7 | Цыганово         | село                         | ↘374      |

## Местное самоуправление
Глава поселения — Завгородний Владимир Иванович.

## Экономика
Наибольшее число занятых работают в сфере сельского хозяйства, розничной торговли и на личных подсобных хозяйствах.
Разводят крупный рогатый скот, овец, лошадей, пчёл, свиней.

## Образование и культура
На территории поселения работают восемь школ — по одной в каждом населённом пункте, а в Зырянском — две, работает в селе Зырянское филиал Асиновского техникума промышленной индустрии и сервиса (АТпромИС), находящегося по ул. Калинина 90. Аналогичная ситуация и с домами культуры — по одному в тех же населённых пунктах, а также концертный зал «Зырянский» в райцентре. Действует Зырянский краеведческий музей. Работают шесть фельдшерско-акушерских пунктов и районная больница.